# Busy Signal
Gordon Glendale, más conocido por su nombre artístico Busy Signal, es un artista de Saint Ann Parish, Jamaica. También ha vivido en los Jardines de Tivoli, Papine,  y otras áreas en el oeste y el este de Kingston Jamaica y es un antiguo estudiante de Brown's Town escuela secundaria integral. Conocido como uno de los principales artistas del Dancehall. Su primer sencillo hit, "Step Out", fue una de las canciones dancehall más populares en 2005.

## Discografía
- Step Out (2006)
- Loaded (2008)
- D.O.B. (2010)
- Reggae Music Again (2012)